# Micromedetera archboldi
Micromedetera archboldi är en tvåvingeart som beskrevs av Robinson 1975. Micromedetera archboldi ingår i släktet Micromedetera och familjen styltflugor.
Artens utbredningsområde är Dominica. Inga underarter finns listade i Catalogue of Life.